# Matti Niemi
Matti Ville Ilmari Niemi (Padasjoki, 15 de novembro de 1976) é um atleta finlandês aposentado de 110 metros com barreiras.